# (1367) Nongoma
(1367) Nongoma ist ein Asteroid des Hauptgürtels, der am 3. Juli 1934 vom südafrikanischen Astronomen Cyril V. Jackson in Johannesburg entdeckt wurde.
Der Name des Asteroiden ist von Nongoma, damals Hauptstadt des südafrikanischen Kwazulu Homelands, abgeleitet.